# Fängshattagölen
Fängshattagölen är en sjö i Gislaveds kommun och Vaggeryds kommun i Småland och ingår i Lagans huvudavrinningsområde. Sjön är 5,3 meter djup, har en yta på 0,0508 kvadratkilometer och är belägen 273,1 meter över havet.

## Delavrinningsområde
Fängshattagölen ingår i det delavrinningsområde (637143-138798) som SMHI kallar för Ovan Älgabäcken. Avrinningsområdets medelhöjd är 274 meter över havet och ytan är 25,73 kvadratkilometer. Det finns inga delavrinningsområden uppströms utan avrinningsområdet är högsta punkten. Västerån som avvattnar avrinningsområdet har biflödesordning 3, vilket innebär att vattnet flödar genom totalt 3 vattendrag innan det når havet efter 216 kilometer. Delavrinningsområdet består mestadels av skog (80 procent) och sankmarker (11 procent). Avrinningsområdet har 0,91 kvadratkilometer vattenytor vilket ger det en sjöprocent på 3,5 procent.